# Ярослав Марек Римкевич
Ярослав Марек Римке́вич, справжнє ім'я Ярослав Марек Шульц (пол. Jarosław Marek Rymkiewicz; 13 липня 1935, Варшава — 3 лютого 2022, Мілянувек) — польський поет, есеїст, драматург і літературний критик, професор гуманітарних наук.

## Біографія
Син прозаїка Владислава Шульца-Римкевича німця за походженням та лікарки Ганни, уродженої Барановської, герба Туган, татаро-німецького походження. Родина змінила прізвище Шульц під впливом воєнних подій у середині 1940-х років та антинімецької істерії у польському комуністичному суспільстві (прізвище Римкевич було довоєнним літературним псевдонімом Владислава Шульца). Після війни його родина оселилася в Лодзі.
Батьки поета були членами Польської об'єднаної робітничої партії, а він сам був членом Союзу польської молоді. У Лодзі він навчався у 21-й гімназії імені Болеслава Пруса, а потім закінчив польську філологію в Лодзькому університеті. Був співробітником Інституту літературних досліджень Польської академії наук та членом Асоціації польських письменників. У 1964 році підписав лист польських письменників-протестів проти листа № 34, в якому висловлював «протест проти організованої кампанії, що проводиться в західній пресі та на хвилях диверсійної радіостанції „Вільна Європа“, що очорнює Польську Народну Республіку». У січні 1976 року підписав лист-протест до Надзвичайної комісії Сейму Польської Народної Республіки проти змін до Конституції Польської Народної Республіки.
З початку 1980-х років він був пов'язаний з опозицією. У 1985 році його звільнили з Польської академії наук після публікації книги «Розмови польські» наприкінці 1983 року в підпільному виданні, а в 1989 році його поновили. Він співпрацював з підпільними видавництвами та з емігрантським літературним інститутом у Парижі.
У 1994 році надано академічне звання професора гуманітарних наук. У 2010 році увійшов до складу комітету підтримки Ярослава Качинського на президентських виборах. У 2011 році медіаконцерн Agora — видавець Gazeta Wyborcza — подав позов проти Римкевича за те, що той назвав його редакторів «духовними спадкоємцями Комуністичної партії Польщі». Похований на цвинтарі в Мілянувеку.

## Творчість

### Поезія
Римкевич відомий, перш за все, своєю поезією. У 1957 році він опублікував свою першу збірку віршів «Konwencje». Особливе визнання він отримав завдяки збірці «Metafiziky» 1963 року, а також пізнішим творам.
У 2003 році він отримав літературну премію «Ніке» (яку присуджують «Газета Виборча» та фонд «Агора») за збірку поезії «Захід слонечка в Мялановеку». Поет не був присутній на церемонії, але отримав грошову премію. Збірку також було визнано найкращою польською книгою року.
Його поетична програма базується на класицизмі, що розуміється як посилання на літературну традицію та творчість, що базується на посиланнях на її досягнення з точки зору літературної форми, змісту чи тем. Однак літературні посилання, на які спирається Ярослав Марек Римкевич, — це не традиційний набір символів, що сягає античності, а багатство форм та характерний зміст епохи бароко. Він висловив цю поетичну програму в книзі «Що таке класицизм. Поетичні маніфести» 1967 року. Інтерес до барокових тем проявляється у використанні філософських аспектів смерті, біологічної швидкоплинності та швидкоплинності в культурі.

### Літературні та історичні есе
Другим найвідомішим аспектом його творчості, окрім поезії, є літературні та історичні есеї. У своїх збірках есеїв з історії літератури він зосереджується переважно на періоді польського романтизму, обставинах та ширшому тлі життя і творчості романтиків (Александер Фредро в поганому настрої, Юліуш Словацький запитує про годину).
Кульмінацією цих роздумів став цикл «Як баєчні крани», присвячений Адаму Міцкевичу, написаний протягом 30 років і розпочатий томом «Жмут». У наступних книгах циклу Римкевич ділиться результатами своїх багаторічних досліджень життя та творчості Міцкевича, намагаючись розплутати неоднозначності та таємниці, пов'язані з ним, включаючи юнацькі кохання поета, деталі його роману з Марилею, суд над філоматами, період еміграції, а також містику та діяльність Міцкевича в секті «Товян». Спираючись на джерела тієї епохи, він спростовує багато деталей, прийнятих та визнаних за факти.
Специфічним літературним жанром є дві есеїстичні енциклопедії, присвячені життю та творчості поетів (Словацький, Лесьмян), а у томі «Під звірятком» він не цурається біблійних та богословських міркувань.
Другою сферою інтересу в есеїстиці Римкевича, після історії літератури, є історія Польщі. Він зосереджується на переломних та кризових моментах в історії Першої Польської Республіки («Вежане», «Рейтан», «Самуель Зборовський») або періоді поділів («Великий князь»), а також спирається на свій досвід Варшавського повстання («Дитячі друзі»).
У 2008 році його книга про повстання Костюшка «Повішення» була нагороджена літературною премією Юзефа Мацкевича.

### Переклади
Римкевич також перекладав поезію, зокрема англо-американську поезію Томаса С. Еліота та Воллеса Стівенса, а також іспанську поезію Федеріко Гарсії Лорки та Педро Кальдерона де ла Барки (наслідування «Життя — це сон», 1969).
Він також відомий як драматург («Еврідіка», «Одіссея»), трагік («Kochankowie piekła») і автор комедій («Ułani»), а також автор двох романів («Rozmowy polskie latem 1983» та «Umschlagplatz»).

## Публікації

### Збірки поезій
- Konwencje, 1957 (Wydawnictwo Łódzkie)
- Człowiek z głową jastrzębia, 1960 (Wydawnictwo Łódzkie)
- Metafizyka, 1963 (Spółdzielnia Wydawnicza «Czytelnik»)
- Animula, 1964 (Wydawnictwo Czytelnik)
- Anatomia, 1970 (Wydawnictwo Czytelnik)
- Co to jest drozd, 1973 (Wydawnictwo Czytelnik)
- Thema Regium, 1978 (Wydawnictwo Czytelnik)
- Ulica Mandelsztama i inne wiersze z lat 1979—1983, 1983 (Wydawnictwo Czytelnik)
- Mogiła Ordona i inne wiersze z lat 1979—1984, 1984 (Warszawska Niezależna Oficyna Wydawnicza Poetów i Malarzy «Przedświt»)
- Moje dzieło pośmiertne, 1993 (Społeczny Instytut Wydawniczy «Znak»)
- Znak niejasny, baśń półżywa, 1999 (Państwowy Instytut Wydawniczy)
- Zachód słońca w Milanówku, 2002 (Wydawnictwo Sic!)
- Do widzenia gawrony, 2006 (Wydawnictwo Sic!)
- Pastuszek Chełmońskiego, 2014 (Wydawnictwo Sic!)
- Koniec lata w zdziczałym ogrodzie, 2015 (Wydawnictwo Sic!)
- Metempsychoza. Druga księga oktostychów, 2017 (Fundacja Evviva L'arte)
- Wybór wierszy, 1976 (Wydawnictwo Czytelnik)
- Poezje wybrane, 1981 (Wydawnictwo LSW)
- Cicho ciszej. Wybrane wiersze z lat 1963—2002, 2003 (Wydawnictwo Sic!)
- Wiersze polityczne, 2010 (Wydawnictwo Sic!)

### Книги есе
Цикл про Адама Міцкевича «Jak bajeczne żurawie»
- Żmut, 1987 (Instytut Literacki — Biblioteka «Kultury»)
- Baket, 1989 (Wydawnictwo Aneks)
- Kilka szczegółów, 1994 (Wydawnictwo Arcana)
- Do Snowia i dalej, 1996 (Wydawnictwo Arcana)
- Głowa owinięta koszulą, 2012 (Wydawnictwo Sic!)
- Adam Mickiewicz odjeżdża na żółtym rowerze, 2018 (Fundacja Evviva L'arte)

Інше
- Czym jest klasycyzm: manifesty poetyckie, 1967 (Państwowy Instytut Wydawniczy)
- Myśli różne o ogrodach, 1968 (Wydawnictwo Czytelnik)
- Aleksander Fredro jest w złym humorze, 1977 (Wydawnictwo Czytelnik)
- Juliusz Słowacki pyta o godzinę, 1982 (Wydawnictwo Czytelnik)
- Przez zwierciadło, 2003 (Wydawnictwo Znak)

Енциклопедичні твори
- Mickiewicz. Encyklopedia, 2001 (Horyzont, współautor)
- Leśmian. Encyklopedia, 2001 (Wydawnictwo Sic!)
- Słowacki. Encyklopedia, 2004 (Wydawnictwo Sic!)

Історичні нариси
- Wielki Książę z dodaniem rozważań o istocie i przymiotach ducha polskiego, 1983 (Państwowy Instytut Wydawniczy)
- Wieszanie, 2007 (Wydawnictwo Sic!)
- Kinderszenen, 2008 (Wydawnictwo Sic!)
- Samuel Zborowski, 2010 (Wydawnictwo Sic!)
- Reytan. Upadek Polski, 2013 (Wydawnictwo Sic!)

Романи
- Rozmowy polskie latem 1983, 1984 (Instytut Literacki — Biblioteka «Kultury»)
- Umschlagplatz, 1988 (Wydawnictwo JMJ)

Інтерв'ю
- Mickiewicz, czyli wszystko. Z Jarosławem Markiem Rymkiewiczem rozmawia Adam Poprawa, 1994 (Wydawnictwo Open)
- Rozmowy polskie w latach 1995—2008, 2009 (Wydawnictwo Sic!)

### Театральне мистецтво
Стародавні драми
- Eurydyka, czyli każdy umiera tak, jak mu wygodniej («Dialog» 9/1957)
- Odys w Berdyczowie («Dialog» 3/1958)

Комедії
- Król w szafie («Dialog» 6/1960)
- Lekcja anatomii profesora Tulpa: według Rembrandta («Dialog» 7/1964)
- Kochankowie piekła: tragifarsa w dwóch aktach wg Calderona, 1972 (Wydawnictwo Czytelnik 1975)
- Król Mięsopust, 1970 (wydana przez Wydawnictwo Łódzkie wraz z komedią Porwanie Europy w 1977)
- Porwanie Europy, 1971 (wydana przez Wydawnictwo Łódzkie wraz z komedią Król Mięsopust w 1977)
- Niebiańskie bliźnięta, 1973 («Dialog» 10/1973)
- Ułani, 1975 (wydane wraz z komedią Dwór nad Narwią jako Dwie komedie przez Wydawnictwo Czytelnik w 1980)
- Dwór nad Narwią, 1979 (wydane wraz z komedią Ułani jako Dwie komedie przez Wydawnictwo Czytelnik w 1980)

### Імітації
- Kwiat nowy starych romanc, czyli imitacje i przekłady hiszpańskich romances, 1966 (Wydawnictwo Czytelnik)

### Переклади
Власні
- 44 wiersze i kilka fragmentów Osipa Mandelsztama (także komentarz), 2009 (Wydawnictwo Sic!)
- Wiersze Wallace'a Stevensa (także wybór i słowo wstępne), 1969 (Państwowy Instytut Wydawniczy)
- Federico Garcia Lorca Śpiewak cygańskich romansów (przekład i komentarz) 2011 (Wydawnictwo Sic!)

Колективні
- Trzy baśnie Gustave'a Flauberta (wraz z Renatą Lis), 2009 (Wydawnictwo Sic!)

Імітації
- Życie jest snem Calderona de la Barki, 1971 (Państwowy Instytut Wydawniczy)
- Księżniczka na opak wywrócona Calderona de la Barki, 1973 (Wydawnictwo Czytelnik)
- Niewidzialna kochanka, czyli Hiszpańskie czary Calderona de la Barki

### Редакції
Самостійні
- Wiersze i powieści poetyckie Adama Mickiewicza, 1998 (Wydawnictwo Świat Książki)
- Wiersze i poematy Juliusza Słowackiego, 1999 (Wydawnictwo Świat Książki)
- Dramaty Juliusza Słowackiego, 1999 (Wydawnictwo Świat Książki)
- Komedie Aleksandra Fredry, 2000 (Wydawnictwo Sic!)
- Komedie; Trzy po trzy; Zapiski starucha Aleksandra Fredry, 2000 (Wydawnictwo Świat Książki)

Колективні
- Mickiewicz. Encyklopedia (wraz z Dorotą Siwicką, Aliną Witkowską oraz Martą Zielińską), 2010 (Wydawnictwo Świat Książki)

### Posłowie, słowo wstępne etc.
- Poezje Artura Międzyrzeckiego (przedmowa), 1980 (Państwowy Instytut Wydawniczy)
- Pan Tadeusz Adama Mickiewicza (przedmowa), 1997 (Wydawnictwo Literackie)
- Dziady Adama Mickiewicza, 1998 (Wydawnictwo Świat Książki)
- Wiersze i powieści poetyckie Adama Mickiewicza, 1998 (Wydawnictwo Świat Książki)
- Wiersze i poematy Juliusza Słowackiego, 1999 (Wydawnictwo Świat Książki)
- Dramaty Juliusza Słowackiego, 1999 (Wydawnictwo Świat Książki)
- Komedie Aleksandra Fredry, 2000 (Wydawnictwo Sic!)
- Komedie; Trzy po trzy; Zapiski starucha Aleksandra Fredry, 2000 (Wydawnictwo Świat Książki)
- Wielka encyklopedia Polski (słowo wstępne w tomie I.), 2004 (Wydawnictwo Ryszard Kluszczyński)